# Tunelowy magnetoopór

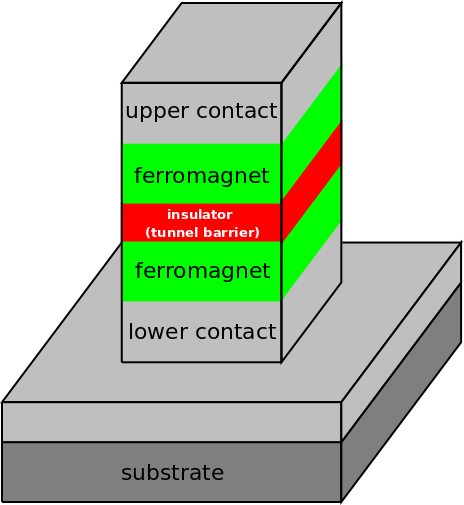
Schemat skrzyżowania tunelowego

Tunelowa magnetorezystancja (ang. Tunnel magnetoresistance, TMR) jest efektem magnetorezystancji, który ma miejsce w skrzyżowaniu tunelu magnetycznego (ang. magnetic tunnel junction, MTJ), który jest komponentem składającym się z dwóch ferromagnetyków oddzielonych przez cienki izolator. Jeśli warstwa izolatora jest odpowiednio cienka (zazwyczaj kilka nanometrów), elektrony mogą przepływać tunelem z jednego ferromagnetyku do drugiego. Jako że proces ten jest zakazany w fizyce klasycznej, tunelowa magnetorezystancja jest tylko fenomenem fizyki kwantowej.
Skrzyżowania tunelu magnetycznego są wytwarzane w technice cienkowarstwowej (TLC). Podczas produkcji na skalę przemysłową wykorzystuje się napylanie w polu magnetycznym; w produkcji laboratoryjnej wykorzystuje się epitaksję z wiązek molekularnych i fizyczne osadzanie pary z wiązką elektronów. Skrzyżowania przygotowywane są przy pomocy fotolitografii.

## Zasada działania zjawiska
Kierunek magnetyzacji dwóch warstw ferromagnetycznych można indywidualnie przełączać za pomocą zewnętrznego pola magnetycznego. Jeśli magnetyzacje są w orientacji równoległej, bardziej prawdopodobne jest, że elektrony będą przepływać („tunelować”) przez warstwę izolacyjną, niż gdyby były w orientacji przeciwnej (antyrównoległej). W konsekwencji taki układ może być przełączany między dwoma stanami oporności elektrycznej, jednym o niskiej i drugim o bardzo wysokiej rezystancji.

## Historia
Efekt został pierwotnie odkryty w 1975 r. przez Michela Jullière’a (University of Rennes, Francja) w skrzyżowaniach Fe / Ge-O / Co przy 4,2 K. Względna zmiana oporu wyniosła około 14% i nie przyciągnęła dużej uwagi. W 1991 r. Terunobu Miyazaki (Uniwersytet Tohoku, Japonia) osiągnął zmianę o 2,7% w temperaturze pokojowej. Później, w 1994 r., Miyazaki uzyskał 18% w połączeniach żelaza oddzielonych amorficznym izolatorem z tlenku glinu, a Jagadeesh Moodera uzyskał 11,8% w połączeniach z elektrodami CoFe i Co. Najwyższe efekty zaobserwowane w tym czasie w przypadku izolatorów z tlenku glinu wynosiły około 70% w temperaturze pokojowej.
Od 2000 r. opracowywane są bariery tunelowe krystalicznego tlenku magnezu (MgO). W 2001 r. Butler i Mathon niezależnie dokonali teoretycznej prognozy, mówiącej że wykorzystując żelazo jako ferromagnet i MgO jako izolator, magnetorezystancja tunelowa może osiągnąć kilka tysięcy procent. W tym samym roku Bowen et al. jako pierwsi zgłosili eksperymenty wykazujące znaczącą TMR w magnetycznym złączu tunelowym opartym na MgO [Fe / MgO / FeCo (001)]. W 2004 r. Parkin i Yuasa byli w stanie wykonać połączenia Fe / MgO / Fe, które osiągają ponad 200% TMR w temperaturze pokojowej. W 2008 r. S. Ikeda, grupa H. Ohno z Tohoku University w Japonii zaobserwowała wpływ do 604% w temperaturze pokojowej i ponad 1100% przy 4,2 K na skrzyżowaniach CoFeB / MgO / CoFeB.

## Zastosowanie
Głowice czytające współczesnych dysków twardych działają w oparciu o magnetyczne złącza tunelowe. TMR, a ściślej magnetyczne złącze tunelowe, jest również podstawą MRAM, nowego rodzaju pamięci nieulotnej. Technologie pierwszej generacji polegały na tworzeniu krzyżowych pól magnetycznych na każdym bicie, aby zapisywać na nim dane, chociaż takie podejście ma limit skalowania przy około 90–130 nm. Obecnie opracowywane są dwie techniki drugiej generacji: przełączanie wspomagane termicznie (TAS) i moment obrotowy przenoszenia wirowania. Magnetyczne złącza tunelowe są również wykorzystywane do zastosowań pomiarowych, np. czujnik TMR może mierzyć kąty w nowoczesnych precyzyjnych wiatrowskazach, stosowanych w energetyce wiatrowej.